# Centre commercial Avaricum
 (mars 2019).
Si vous disposez d'ouvrages ou d'articles de référence ou si vous connaissez des sites web de qualité traitant du thème abordé ici, merci de compléter l'article en donnant les références utiles à sa vérifiabilité et en les liant à la section « Notes et références ».
Avaricum est un centre commercial français situé dans le centre-ville de Bourges, sur le cours Avaricum, dans le département du Cher.
Le centre a ouvert ses portes le 18 février 2015.

## Localisation et accessibilité
Situé au cœur du centre-ville de Bourges, il dispose d'un parking à étage de 350 places, accessible depuis l'avenue de Peterborough. Il est relié au plateau piéton du cœur de ville de Bourges (rue Mirebeau). Sa conception lui offre une circulation entièrement piétonne sauf sur sa périphérie.  
Il est aussi accessible par les  lignes 10,21 du réseau Agglobus.
Une piste cyclable contourne le centre commercial et des arceaux cyclables sont disposés à plusieurs entrées du centre commercial.

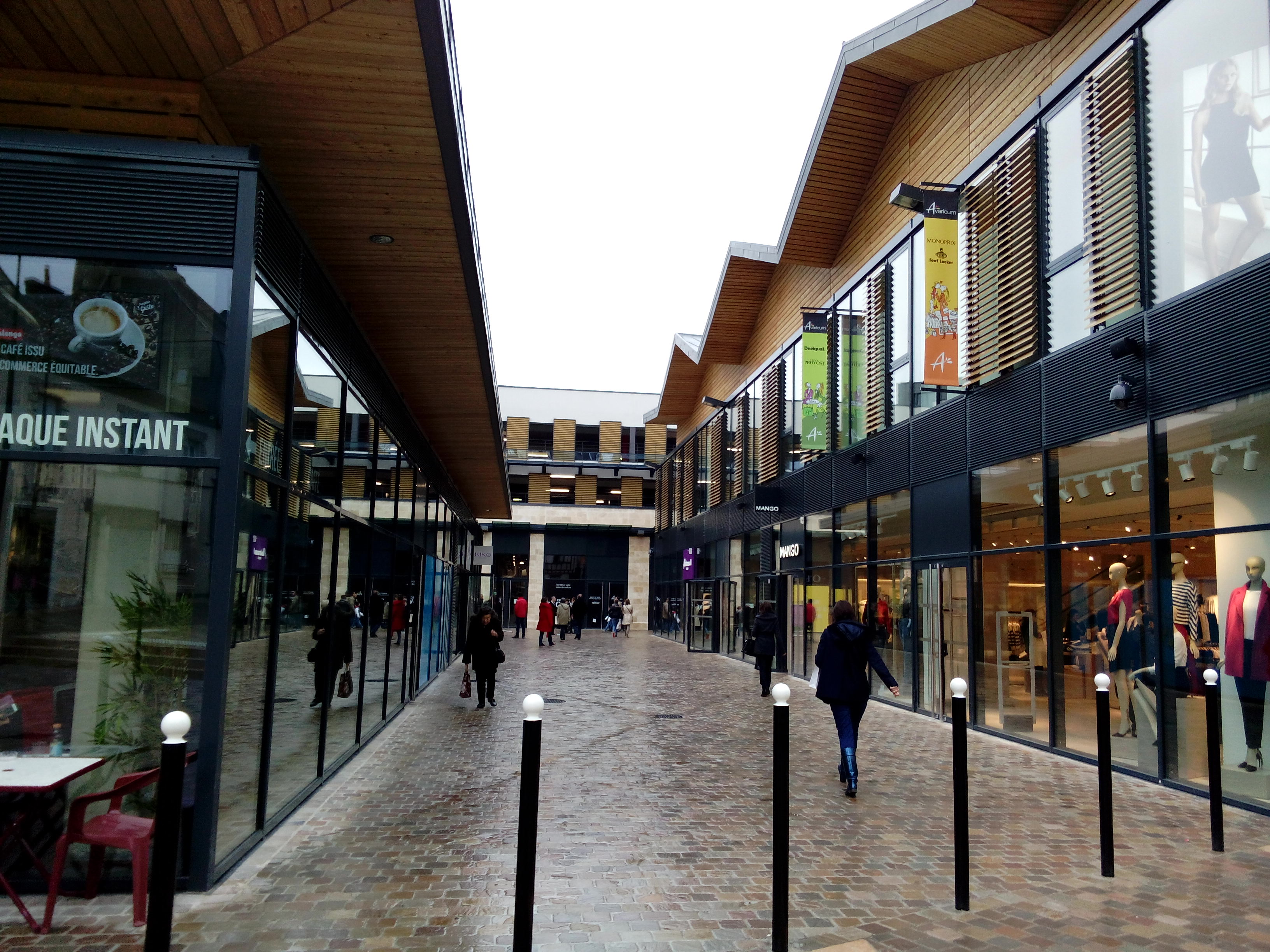
Magasins d'Avaricum

## Histoire
Depuis les années 1970, le cours Avaricum était composé de nombreuses tours d'HLM. Mais l'arrivée des années 2000 et des Plans de Renouvellement Urbain ont fait prendre la décision par la ville et l'Office de HLM de lancer la procédure de démolition (mai 2003), mais elle sera très longue du fait des recours et de la résistance de certains locataires.
De juin 2007 à mars 2008, ce sera la destruction des "tours" d'une manière classique, c'est-à-dire démolies petit à petit[style à revoir].
Déjà grand centre historique avec le Siège d'Avaricum[pas clair], le projet de Z.A.C a longtemps été retardé par la découverte de nombreux vestiges gallo-romains. Ce fut à la fin de 2005 et en 2006 que l'opération fut relancée sur le papier avec un changement important, la surface commerciale passant de 5000 m² à plus de 15 000 m².
Le conseil municipal du 15 décembre 2006 a alors approuvé le dossier de création de la zone d'aménagement concerté (ZAC) Avaricum.
La pose de la première pierre d'Avaricum par Serge Lepeltier, maire de Bourges, eut lieu le 28 janvier 2013. Fut alors donnée[Par qui ?] de manière officielle une première liste d'enseignes présentes ni en centre-ville ni en périphérie : Monoprix, Zara, New Yorker, Foot Locker. Il faudra deux ans de chantier avant l'ouverture officielle d'Avaricum le 18 février 2015.
Le directeur du centre commercial depuis le 18 février 2015 est Anthony Pinon. Depuis le 27 septembre 2022, Julie Maridet est directrice du centre commercial